# 湖南日报
《湖南日报》，创刊于1949年8月15日，是中共湖南省委机关报，现为湖南日报报业集团（湖南日报社）旗下。

## 概况
1949年4月，朱九思、张式军请毛泽东为即将创办的中共湖南省委机关报题写报名。4月30日，毛泽东题名《新湖南报》。1949年8月15日，湖南和平解放前10天，该报创刊。1964年7月18日，毛泽东提议将《新湖南报》改名为《湖南日报》，湖南省委请毛泽东再次题写了报头。7月29日,毛泽东第三次题写报名，并写信指示在1964年10月1日启用。。
2018年，报纸入选2017年全国百强报纸推荐名单。

## 版面
《湖南日报》目前周一、周六为8版，周二至周四为12版，周五为16个版，周日为4个版。主要版块有要闻、分类新闻、专刊专版。分类新闻版包括政治、经济、文教、观点、市州新闻等；专刊专版包括好文、观察、深读、理论、舆情、摄影、时事体育、湘江周刊等。